# Vorhautmuskeln
Als Vorhautmuskeln bezeichnet man zwei Gruppen von Muskeln, die der Bewegung der Penisvorhaut bei Hunden, Schweinen und Wiederkäuern dienen. Sie sind bei Bullen am kräftigsten ausgebildet. Die streifenförmigen Vorhautmuskeln leiten sich vom Rumpfhautmuskel ab. Man unterscheidet die vorderen Vorhautmuskeln (Musculi praeputiales craniales), welche von vorn in die Vorhaut einstrahlen und die Vorhaut über die Eichel ziehen und die hinteren Vorhautmuskeln (Musculi praeputiales caudales), welche die Vorhaut zurückziehen und damit die Eichel freilegen.